# 木厂清真寺
木厂清真寺，位于中国青海省循化县孟达乡木厂村，为青海省市县级文物保护单位，公布日期为1990年10月12日，类型为古建筑。
木厂清真寺的历史年代为清。